# Badao He
Badao He är ett vattendrag i Kina. Det ligger i provinsen Liaoning, i den nordöstra delen av landet, omkring 150 kilometer sydost om provinshuvudstaden Shenyang.
Genomsnittlig årsnederbörd är 1 333 millimeter. Den regnigaste månaden är juli, med i genomsnitt 430 mm nederbörd, och den torraste är januari, med 11 mm nederbörd.